# Seznam uměleckých realizací ve veřejném prostoru v Hloubětíně
Seznam uměleckých realizací v Hloubětíně v Praze 14 obsahuje tvorbu výtvarných umělců umístěnou ve veřejném prostoru v katastrálním území Hloubětín. Seznam je řazen podle ulic a nemusí být úplný.

## Seznam uměleckých realizací
| Název                                              | Fotografie                                                                         | Lokace                                                   | Autor                                                               | Rok       | Popis                 | Poznámka                                                                     |
| -------------------------------------------------- | ---------------------------------------------------------------------------------- | -------------------------------------------------------- | ------------------------------------------------------------------- | --------- | --------------------- | ---------------------------------------------------------------------------- |
| Ležící žena                                        | Kategorie „Ležící žena (Otto Sukup)“ na Wikimedia Commons                          | Hloubětínská 13/3 50°6′12,37″ s. š., 14°32′1,42″ v. d.   | Otto Sukup (1926–2012)                                              | 1964      | socha, patinovaný cín | původně součást bazénu na sídlišti Hloubětín                                 |
| Socha ženy                                         | Kategorie „Plastika ženské postavy před bazénem v Hloubětíně“ na Wikimedia Commons | Hloubětínská 50°6′17,12″ s. š., 14°32′6,48″ v. d.        | Josef Adámek (1927–2000) Vojtěch Adámek (*1954) Evžen Hampl (*1953) | 1979      | socha, pískovec       | Plavecký bazén, sokl na venkovní zdi                                         |
| Montážník                                          | Kategorie „Montážník (Vojtěch Adamec)“ na Wikimedia Commons                        | Kardašovská 50°6′21,54″ s. š., 14°32′49,55″ v. d.        | Vojtěch Adamec (1933–2011)                                          | 1987      | socha, pískovec       | bývalý Dům kultury, Lehovec                                                  |
| Ležící torzo                                       | Kategorie „Ležící torzo (Otto Sukup)“ na Wikimedia Commons                         | Klánovická 487/2a 50°6′15,96″ s. š., 14°32′12,91″ v. d.  | Otto Sukup (1926-2012)                                              | 1967      | socha; pískovec, žula | proti zdravotnímu středisku                                                  |
| Fuga                                               | Kategorie „Fuga (Arnošt Košík)“ na Wikimedia Commons                               | Poděbradská 50°6′20,6″ s. š., 14°32′15,58″ v. d.         | Arnošt Košík (1920–1990)                                            | 1966      | socha, bílý beton     | zvané též Varhany                                                            |
| Fontána s plastikou ženy na sídlišti Hloubětín (†) |                                                                                    | Poděbradská 590/95 50°6′24,55″ s. š., 14°32′17,12″ v. d. | Otto Sukup (1926–2012)                                              | 1966–1970 | fontána, socha; bronz | zrušeno při výstavbě metra, socha přemístěna do zahrady hloubětínského zámku |
| Koupání                                            | Kategorie „Koupání (Jaroslav Hladký)“ na Wikimedia Commons                         | Poděbradská 50°6′23,77″ s. š., 14°32′14,7″ v. d.         | Jaroslav Hladký (*1942)                                             | 1985      | socha, bronz          | volný prostor                                                                |
| Ležící dvojice                                     |                                                                                    | Slévačská 744/1 50°6′26,58″ s. š., 14°32′38,19″ v. d.    | Miloslav Hájek (1927–2010)                                          | 1976      | reliéf, kov           | Ubytovna Areál Hloubětín                                                     |
| Stvol                                              | Kategorie „Stvol (Hloubětín)“ na Wikimedia Commons                                 | Šestajovická 50°6′12,75″ s. š., 14°32′13,55″ v. d.       | Arnošt Košík (1920–1990)                                            | 1964      | svařovaný plech       | volný prostor                                                                |